# 부르크하우젠

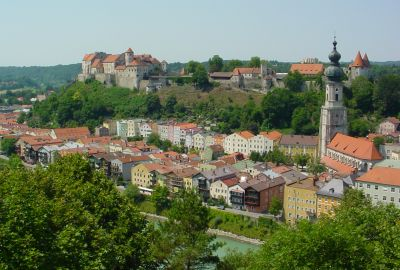
부르크하우젠

부르크하우젠(독일어: Burghausen)은 독일 바이에른주에 위치한 도시로 면적은 19.85km2, 인구는 18,259명(2015년 12월 31일 기준), 인구 밀도는 920명/km2이다. 행정 구역상으로는 오버바이에른 현에 속한다. 오스트리아 국경과 가까운 편이다. 도시 안에 위치한 부르크하우젠 성은 길이가 1,043m에 달하는 세계에서 가장 긴 성이다.

부르크하우젠 - Burghausen
시 문장
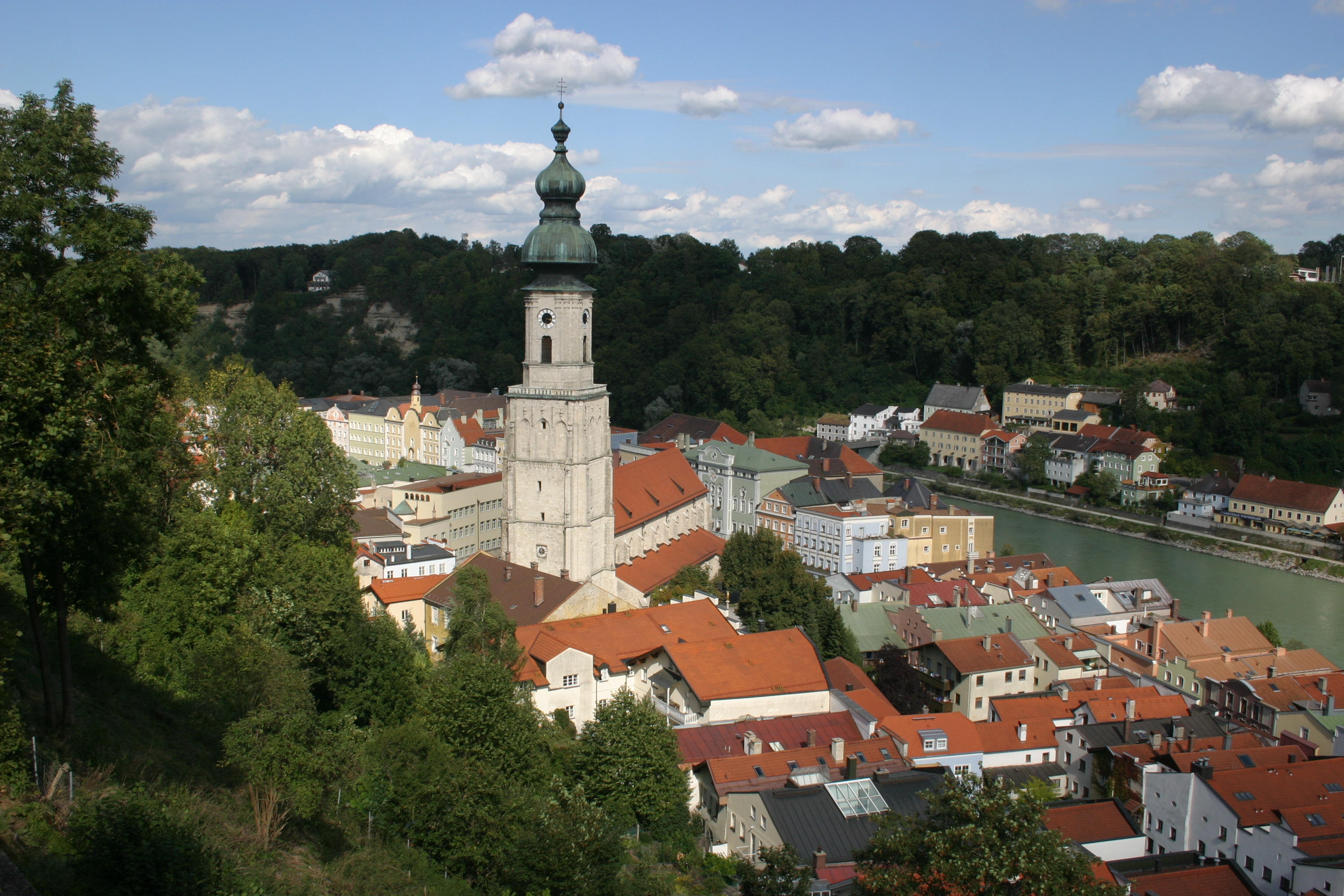
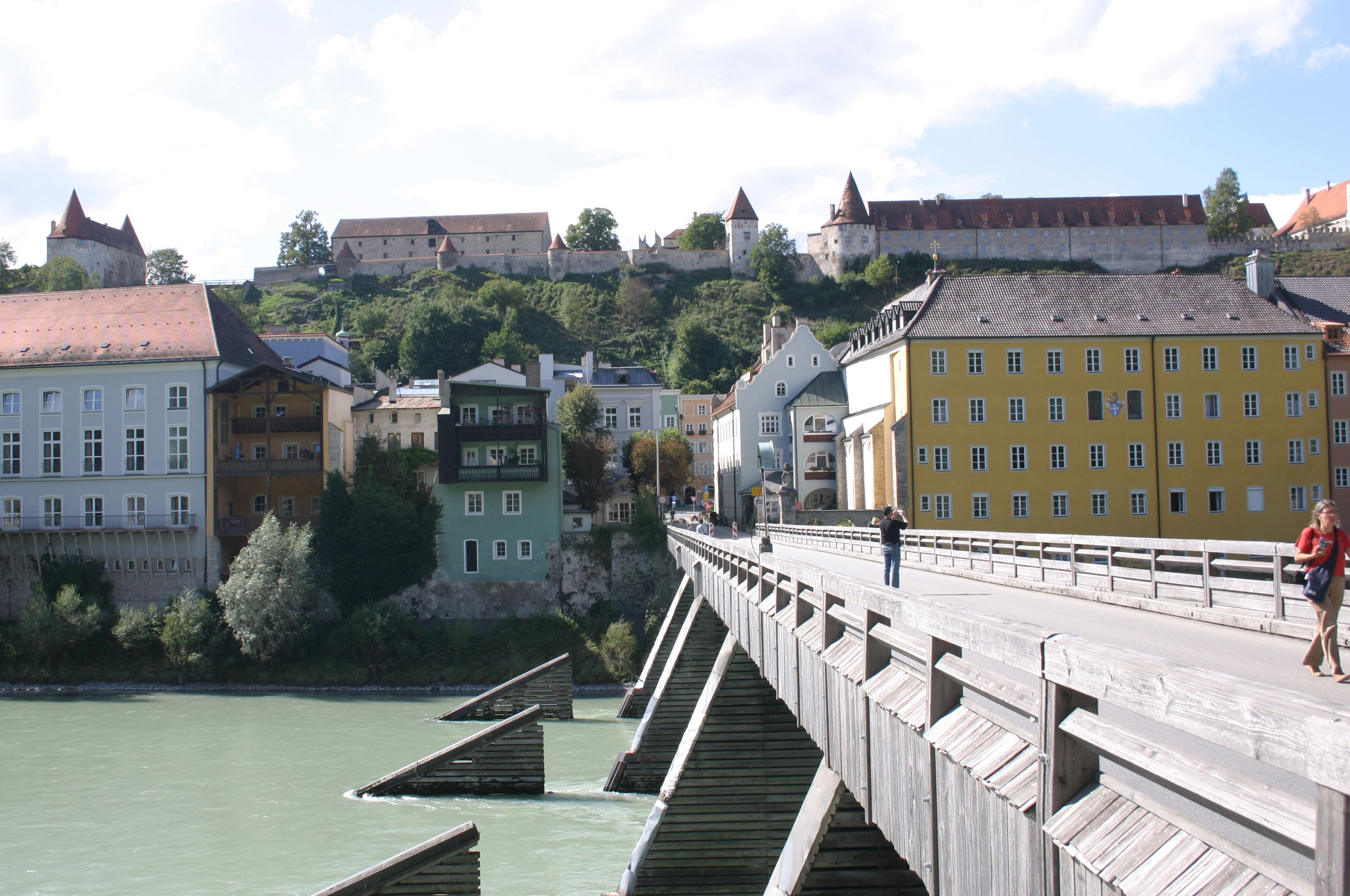
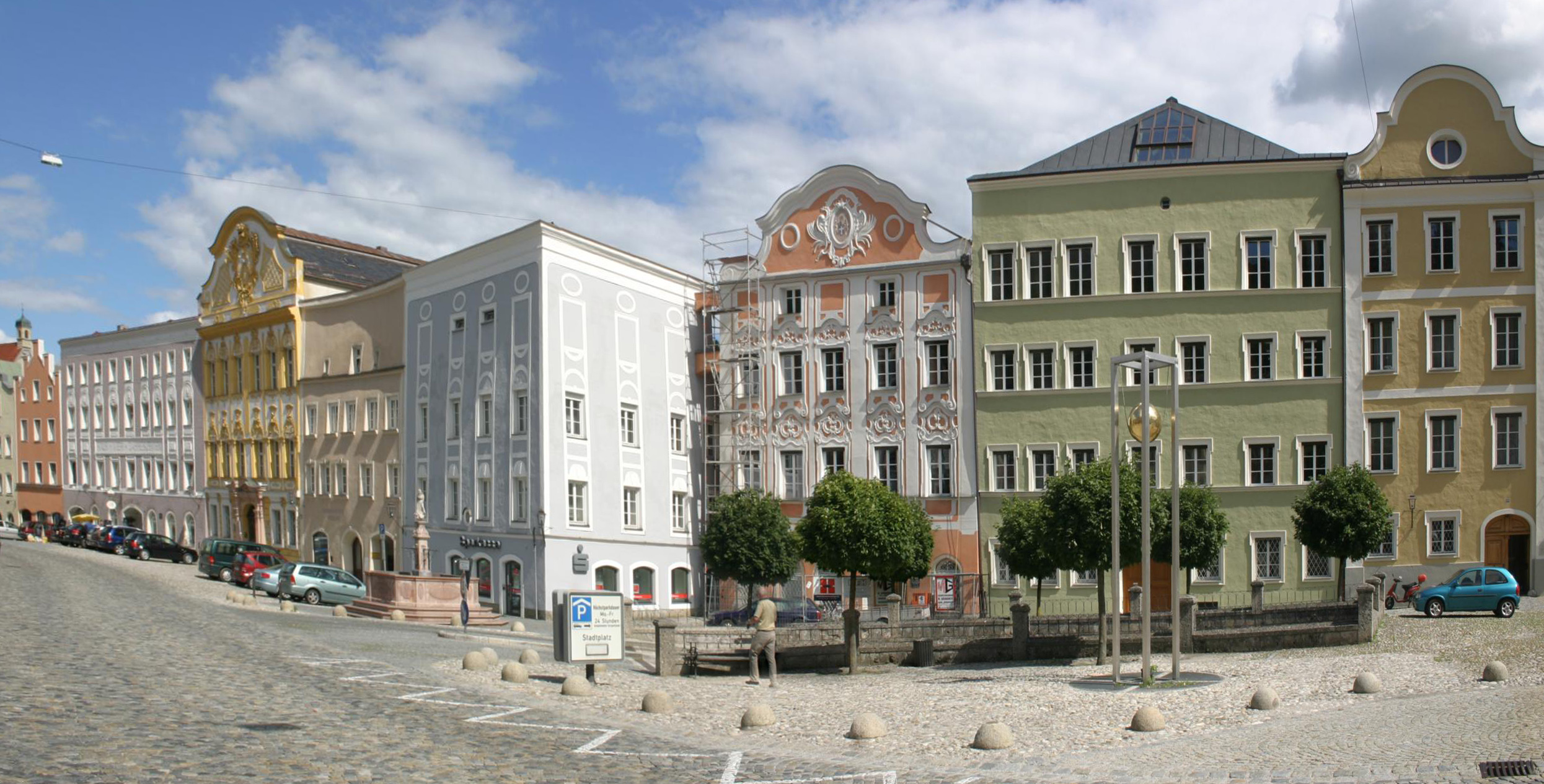
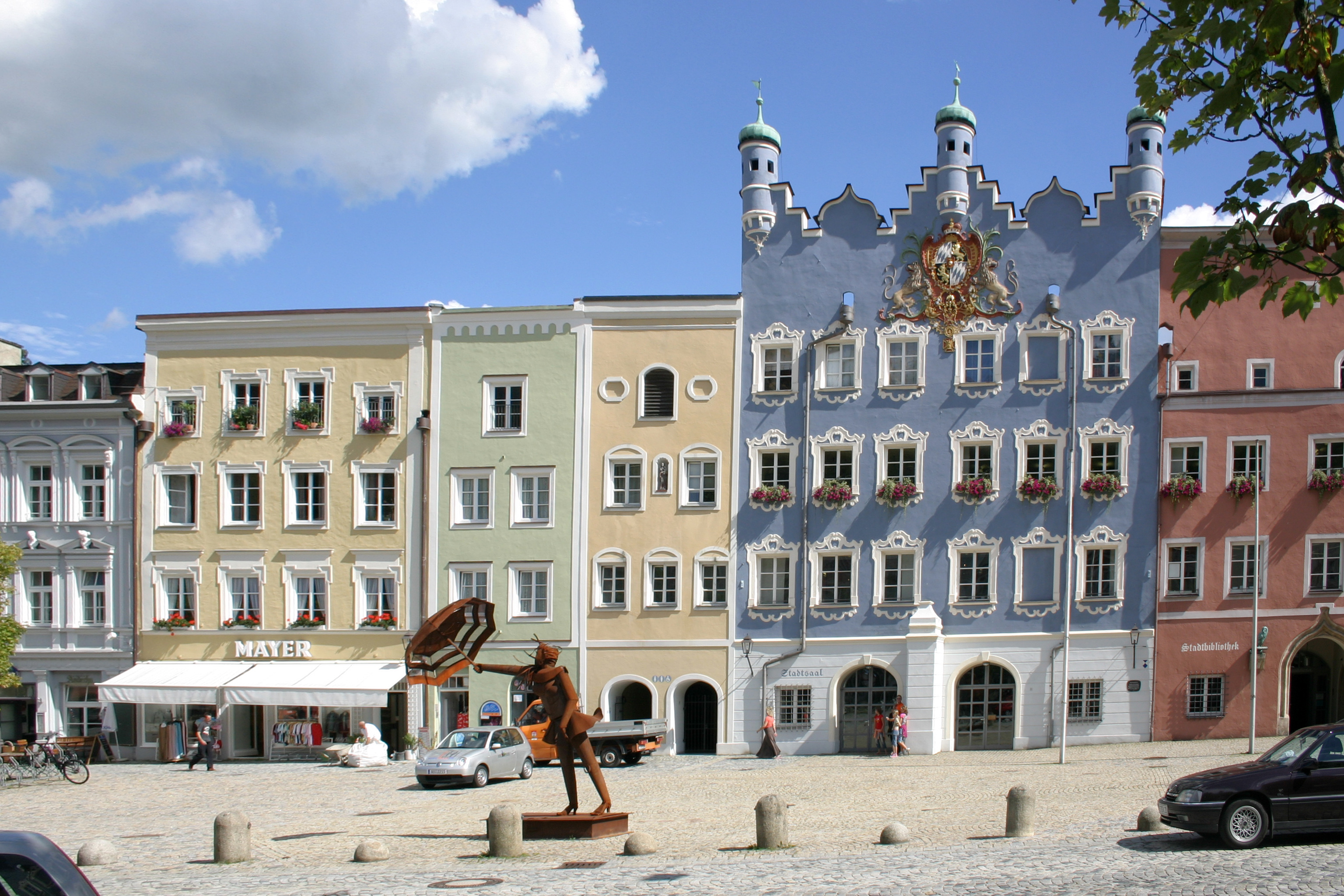
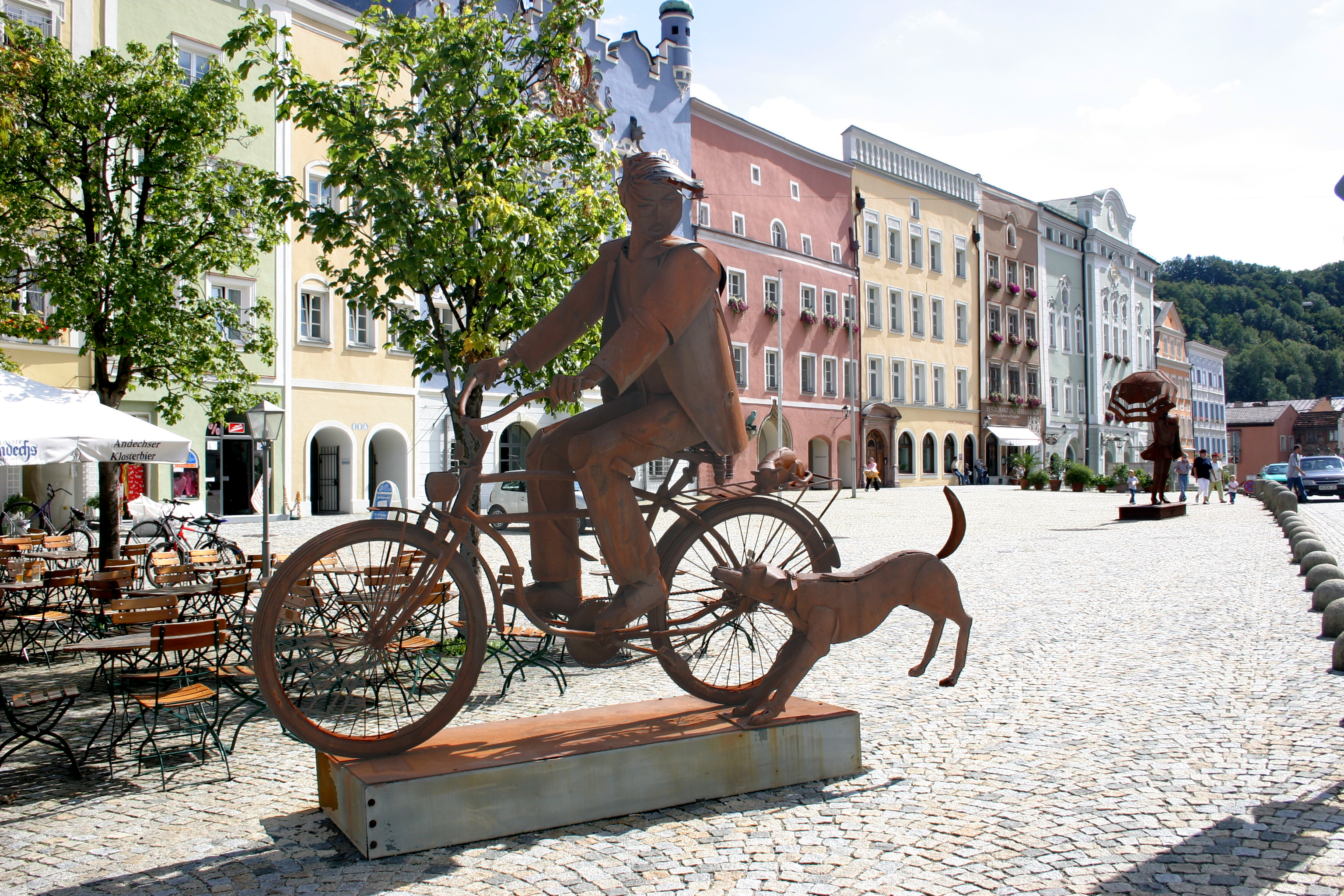
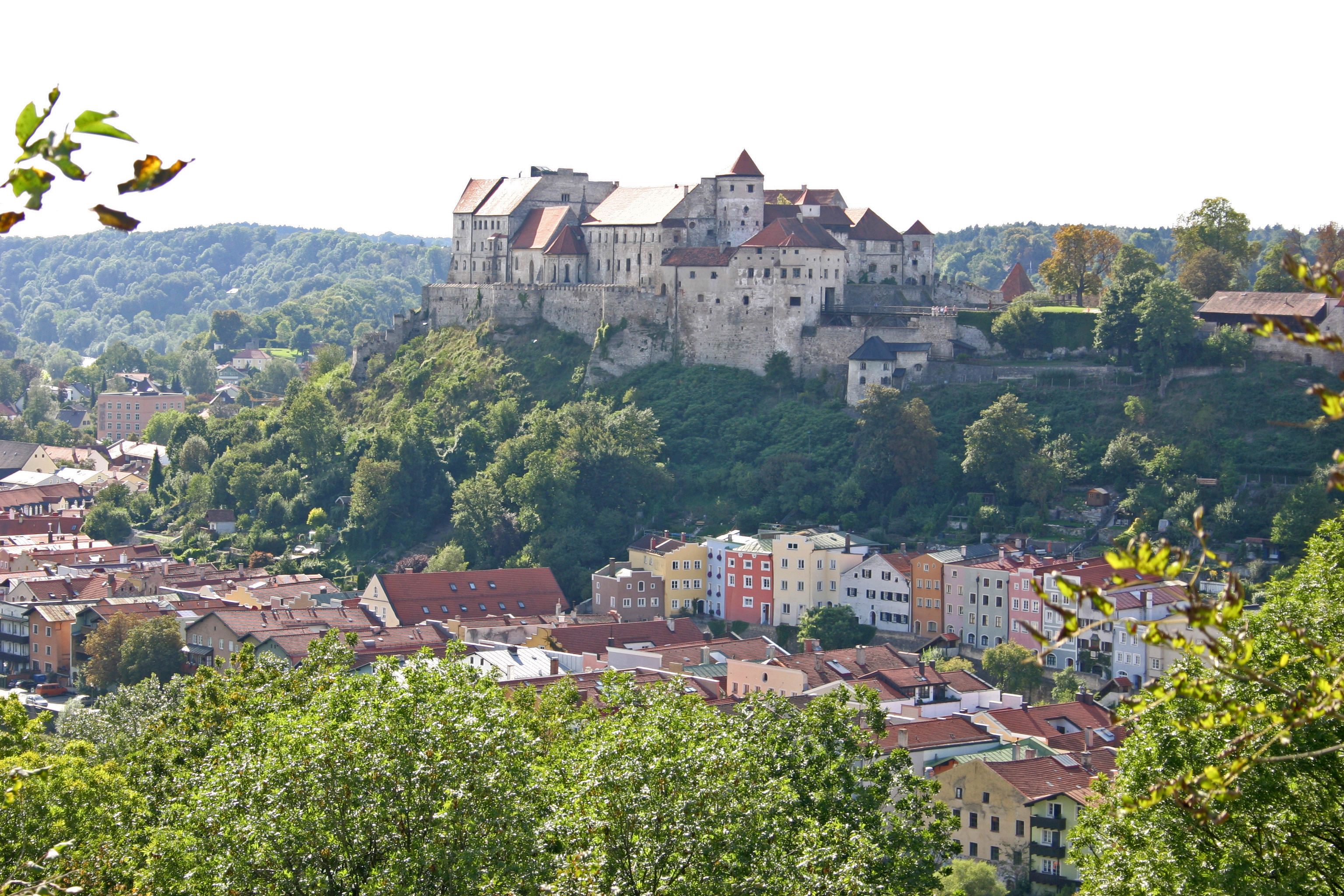
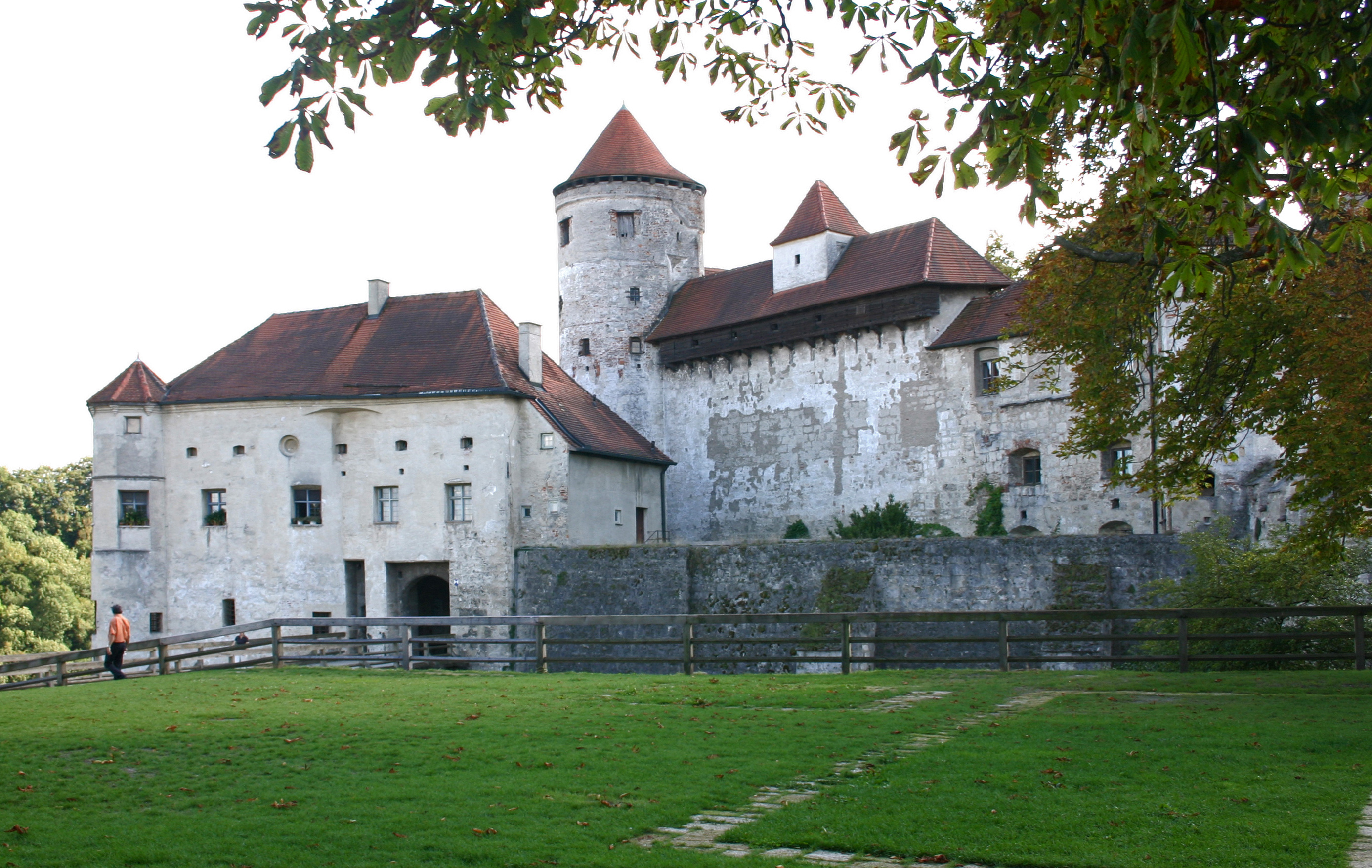
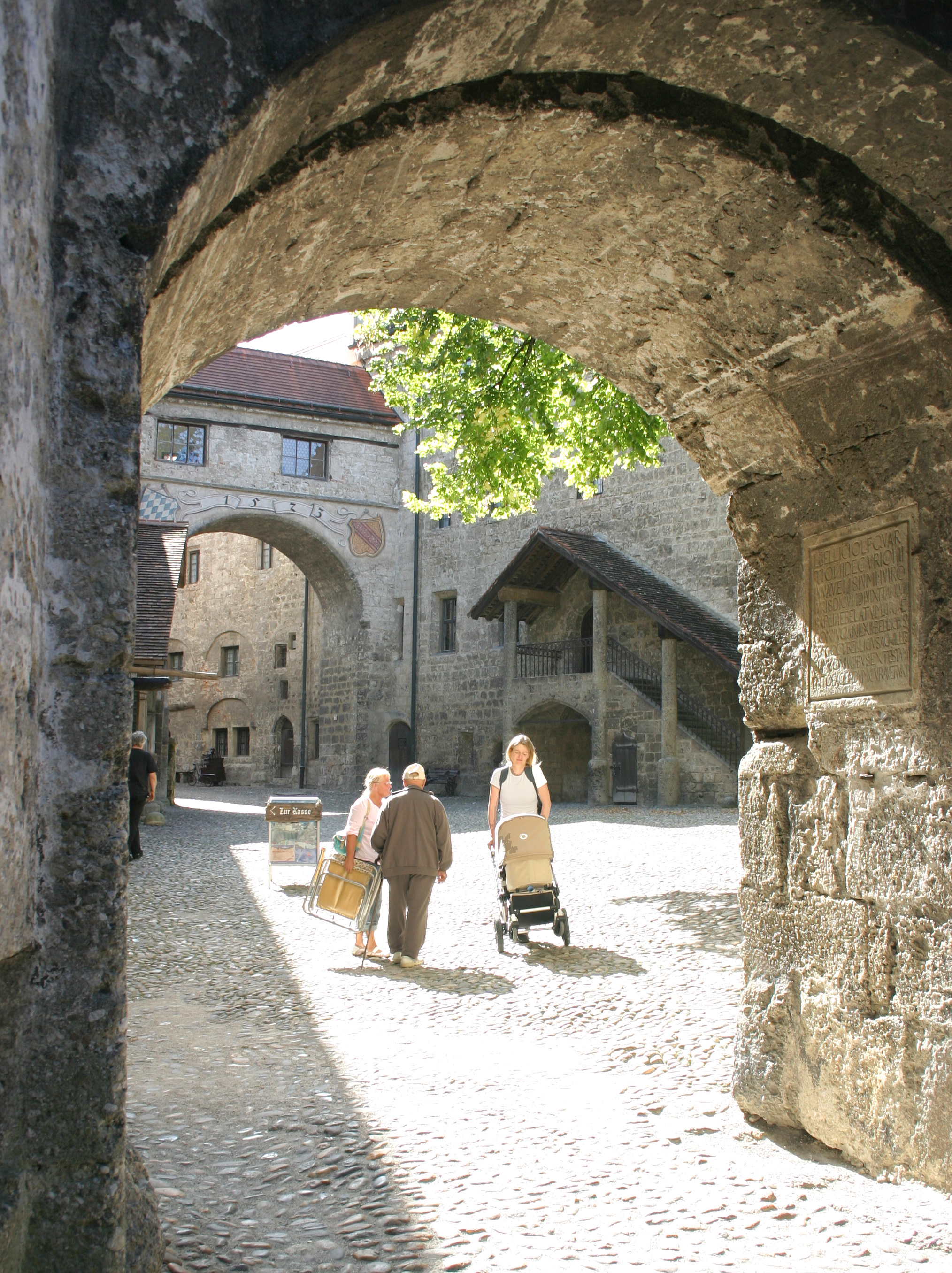